# XXx
xXx è un film del 2002 diretto da Rob Cohen e interpretato da Vin Diesel, Samuel L. Jackson e Asia Argento.

## Trama
L'Anarchia 99 è una potente e segreta organizzazione criminale con sede in Russia che sta seminando il panico nei paesi dell'Europa dell'est. Nonostante diversi tentativi, nessun agente segreto dell'NSA è mai riuscito ad infiltrarsi all'interno della cerchia: ognuno di loro è 
stato sistematicamente scoperto ed eliminato. Dopo questi fallimenti, l'agente Augustus Gibbons decide di coinvolgere nel progetto una persona che non appartenga alle forze dell'ordine, ma sia stata scelta in un gruppo di criminali, ex-galeotti, spietati serial killer e pericolosi psicopatici, caratterialmente più simili ai terroristi stessi e quindi meno facilmente individuabili. Il prescelto è Xander Cage, un giovane amante degli sport estremi: nella comunità dei praticanti tali pericolose attività, Xander è celebrato in virtù delle incredibili imprese che riesce a portare a termine - spesso con la polizia alle calcagna - e che divengono rapidamente virali, non appena vengono diffusi su Internet i video che documentano le sue prodezze.
L'ennesima bravata di Xander a cui assistiamo è il furto di una Chevrolet Corvette ai danni di un senatore della California, con conseguente inseguimento a sirene spiegate da parte della polizia. La fuga dell'auto guidata da Xander si conclude con un volo spettacolare da un altissimo ponte: il giovane si lancia con un paracadute poco prima che l'auto si schianti. Piu tardi, durante i festeggiamenti per la riuscita dell'impresa, un gruppo di uomini armati in divisa irrompe in casa sua, stordendolo con dei dardi narcotizzanti. Al risveglio Xander si trova ad affrontare alcune situazioni critiche, come sventare una rapina in una tavola calda di Chicago e sfuggire rocambolescamente all'inseguimento da parte di un gruppo di sanguinari coltivatori di coca in Colombia. Tali pericolose vicende risultano essere prove orchestrate (almeno in parte) dall'agente Gibbons. Alla fine, costui si convince che Xander sia l'elemento giusto da mandare in missione a Praga come agente sotto copertura: il giovane, per evitare il carcere federale, è costretto ad accettare e a partire per la Repubblica Ceca. Qui egli riesce in poco tempo ad inserirsi all'interno dell'Anarchia 99, composta da un gruppo di ex-soldati riunitisi dopo lo smembramento dell'Unione Sovietica e ora, dopo aver disertato, dediti al terrorismo e alla vita mondana. Xander dovrà fare in modo di distruggere l'arma che i criminali hanno progettato e con cui intendono colpire le maggiori città europee (Londra, Parigi, Roma, Barcellona e Berlino).
Guadagnatosi lentamente la fiducia di Yorgi Azar Zimin, capo dell'organizzazione, e della sua bellissima e inquietante compagna Yelena (con la quale inizia a condurre una relazione sentimentale in gran segreto), Xander viene però scoperto dallo stesso boss insieme alla donna, anch'ella rivelatasi essere un'agente dell'FSB. Viene quindi condotto forzatamente in suo soccorso in un teatro lirico, dove l'agente Gibbons gli comunica che dovrà uscire di scena ed essere ricondotto negli Stati Uniti; Xander, tuttavia, si ribella alla decisione del suo superiore e torna a irrompere nella villa di Yorgi per portare Yelena con sé e farle avere asilo politico negli USA, amnistia per tutti i reati commessi e, alla fine, la cittadinanza americana. Si infiltra all'interno del bunker in cui alcuni scienziati corrotti da Yorgi stanno portando a termine la costruzione di Achab, sommergibile nucleare per il progetto Tacita Notte: qui assiste all'uccisione di tutti i collaboratori da parte di Yorgi, in una sorta di macabro collaudo dell'arma appena ultimata che gli consente al tempo stesso di eliminare tutti i testimoni al corrente dell'esistenza di Achab.
Xander fugge allora con Yelena, che vorrebbe portare con sé negli Stati Uniti, ma ella non ha intenzione di abbandonare il Paese senza di lui, così Xander progetta un elaborato piano per impedire i loschi progetti di Yorgi, ma a causa di un'enorme valanga sui Carpazi, i due vengono catturati dal boss. Proprio quando tutto sembra finito irrompono gli uomini di Gibbons con un violento blitz accompagnati dall'FBI. Prende il via una caotica sparatoria, durante la quale Yorgi viene ucciso, non prima però di aver lanciato Achab alla volta di Praga.
Scatta l'inseguimento del veicolo da parte di Xander e Yelena, finché, con una mossa rocambolesca, Cage non riesce a saltare a bordo di Achab e a rendere inoffensive le bombe al suo interno. Acclamati da Gibbons, che lo ritiene degno di fiducia e, dunque, un agente segreto ormai a tutti gli effetti, Xander, accompagnato da Yelena, parte alla volta di Bora Bora, come era sempre stato nei suoi sogni.

## Colonna sonora
In molte parti del film si sentono canzoni del gruppo tedesco Rammstein. Nella scena iniziale c'è un concerto del gruppo in cui cantano Feuer frei!, uno dei loro più grandi successi, vestiti a modo loro con fuoco e fiamme sul palco. All'inizio del "test" alla finta tavola calda si sente in sottofondo il motivo di Mellow Yellow di Donovan. Quando Milan Sova e Xander entrano nel locale di Yorgi per la prima volta si sente in sottofondo prima e poi al centro della scena la musica composta da Anton Karas nel 1949 come colonna sonora de Il terzo uomo di Carol Reed. In un'altra scena è possibile ascoltare il singolo Star Guitar dei Chemical Brothers, uscito nello stesso anno del film.

## Distribuzione
Il film è uscito nelle sale statunitensi il 9 agosto 2002 mentre in Italia il 31 ottobre dello stesso anno.

### Edizioni home video
Nel DVD versione "Director's Cut" è presente la scena della presunta morte di Xander Cage ad opera del commando militare rinnegato presente nel secondo film xXx 2: The Next Level.

## Riconoscimenti
Il film è stato candidato ai Razzie Awards 2002 come film per adolescenti "più flatulento" e ha inoltre ricevuto un BMI Film Music Award e tre Taurus Award.

## Sequel
Nel 2005 è uscito xXx 2: The Next Level per la regia di Lee Tamahori con protagonista il rapper Ice Cube, seguito successivamente da xXx - Il ritorno di Xander Cage, distribuito nelle sale cinematografiche statunitensi dalla Paramount Pictures a partire dal 20 gennaio 2017 ed in quelle italiane dal 19 gennaio, nel quale Vin Diesel è di nuovo protagonista.